# Sandro Blum
Sandro Rogério Blum (Três de Maio, 3 de julho de 1970) é um ex-futebolista brasileiro que atuava como zagueiro.

## Carreira
Na juventude, Sandro Blum trabalhou como recepcionista até os 18 anos, quando passou a servir o Exército, onde descobriu seu talento no futebol ao jogar em todas as seleções no quartel. Ele iniciou sua carreira no Botafogo, clube amador de sua cidade natal, antes de ir para o Dínamo em 1989. Pela equipe de Santa Rosa, fez parte do elenco que subiu à primeira divisão estadual em 1990.
Suas boas atuações o levaram para o Grêmio, porém ficou apenas 3 meses no Tricolor. Em 1992, assinou pelo Juventude, onde foi campeão da Série B em 1994. Comprado pela Parmalat em 1995, Sandro permaneceu no Ju para a disputa do Campeonato Brasileiro, atuando em 20 jogos e fazendo um gol. Em 1996, foi para o Palmeiras, herdando a vaga deixada por Antônio Carlos Zago, sendo campeão paulista no mesmo ano, tendo como destaque o famoso "ataque dos 102 gols".
No Atlético Mineiro, onde chegou em 1997 por empréstimo, foi campeão da Copa Conmebol e da Copa Centenário de Belo Horizonte, voltando ao Juventude em 1998 e no mesmo ano foi contratado pelo Sport, onde teve destacada passagem, sendo bicampeão pernambucano, campeão da Copa do Nordeste em 2000 e vice-campeão da Copa dos Campeões.
Após deixar o Sport em 2001, defendeu Santa Cruz, Paraná Clube, Vila Nova (duas passagens), Atlético Goianiense e União Rondonópolis, voltando ao Rio Grande do Sul em 2005 para defender Novo Hamburgo (onde também chegou a ser auxiliar-técnico, Aimoré e Inter-SM, encerrando a carreira em 2009.

## Títulos
Palmeiras
- Campeonato Paulista: 1996[4]

Atlético Mineiro
- Copa Conmebol: 1997
- Copa Centenário de Belo Horizonte: 1997

Sport
- Campeonato Pernambucano: 1999 e 2000
- Copa do Nordeste: 2000

Juventude
- Campeonato Brasileiro - Série B: 1994